# 比利 (卢瓦尔省)
比利（法語：Bully，法語發音：[byli] ⓘ）是法国卢瓦尔省的一个市镇，属于罗阿讷区。

## 地理
比利（45°55'39"N, 4°0'18"E）面积19.03 平方千米，位于法国奥弗涅-罗讷-阿尔卑斯大区卢瓦尔省，该省份为法国中南部省份，北起顺时针与索恩-卢瓦尔省、罗讷省、伊泽尔省、阿尔代什省、上盧瓦爾省、多姆山省和阿列省接壤。
与比利接壤的市镇（或旧市镇、城区）包括：圣让-卢瓦尔河畔圣莫里斯、科尔代勒、克勒莫、圣波尔格、卢瓦尔河畔韦兹兰。

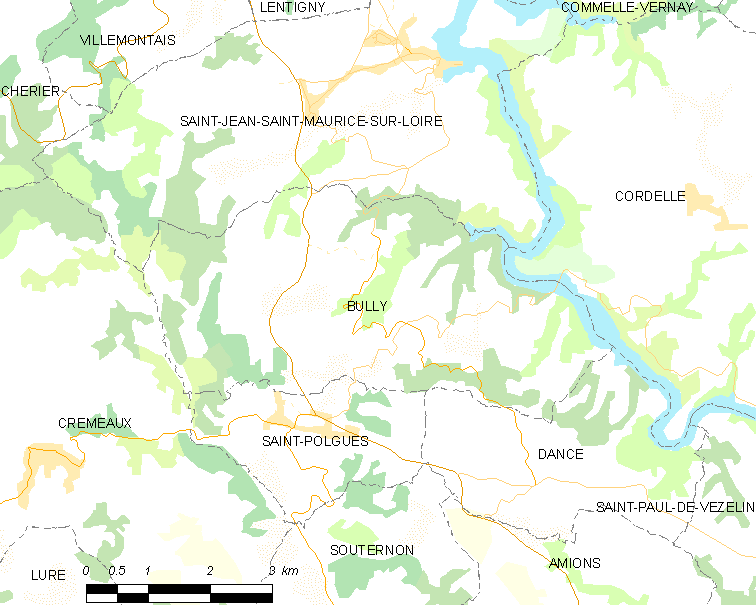
的OSM定位图

比利的时区为UTC+01:00、UTC+02:00（夏令时）。

## 行政
比利的邮政编码为42260，INSEE市镇编码为42027。

## 政治
比利所属的省级选区为利尼翁河畔博安县。

## 人口

1962-2008年间人口变化图示

比利于2022年1月1日时的人口数量为433人。